# Le Cloître-Pleyben

Le Cloître-Pleyben este o comună în departamentul Finistère, Franța. În 1 ianuarie 2022 avea o populație de 508 de locuitori.